# Brighton International 2000 - Qualificazioni singolare
Le qualificazioni del singolare  del Brighton International 2000 sono state un torneo di tennis preliminare per accedere alla fase finale della manifestazione. I vincitori dell'ultimo turno sono entrati di diritto nel tabellone principale. In caso di ritiro di uno o più giocatori aventi diritto a questi sono subentrati i lucky loser, ossia i giocatori che hanno perso nell'ultimo turno ma che avevano una classifica più alta rispetto agli altri partecipanti che avevano comunque perso nel turno finale.
Le qualificazioni del torneo Brighton International 2000 prevedevano 18 partecipanti di cui 4 sono entrati nel tabellone principale.

## Teste di serie
1. Jean-René Lisnard (Qualificato)
2. Marc-Kevin Goellner (Qualificato)
3. James Sekulov (ultimo turno)
4. Renzo Furlan (Qualificato)

1. Olivier Malcor (ultimo turno)
2. Bernard Parun (secondo turno)
3. Jonathan Erlich (secondo turno)
4. Eyal Ran (ultimo turno)

## Qualificati
1. Jean-René Lisnard
2. Marc-Kevin Goellner

1. Oliver Freelove
2. Renzo Furlan

## Tabellone

### Legenda
| - Q = Qualificato - WC = Wild card - LL = Lucky loser | - ALT = Alternate - SE = Special Exempt - PR = Protected Ranking | - w/o = Walkover - r = Ritirato - d = Squalificato |

### Sezione 1
|  | Primo turno | Primo turno | Primo turno | Primo turno | Primo turno |  |  | Secondo turno | Secondo turno     | Secondo turno     | Secondo turno  | Secondo turno  |   |   | Ultimo turno | Ultimo turno      | Ultimo turno      | Ultimo turno | Ultimo turno |  |
|  |             |             |             |             |             |  |  |               |                   |                   |                |                |   |   |              |                   |                   |              |              |  |
|  |             |             |             |             |             |  |  |               |                   |                   |                |                |   |   |              |                   |                   |              |              |  |
|  |             |             |             |             |             |  |  | 1             | Jean-René Lisnard | Jean-René Lisnard | 7              | 6              |   |   |              |                   |                   |              |              |  |
|  |             |             |             |             |             |  |  |               | Daniel Tegg       | Daniel Tegg       | 5              | 2              |   |   |              |                   |                   |              |              |  |
|  |             |             |             |             |             |  |  |               |                   |                   |                |                |   |   | 1            | Jean-René Lisnard | Jean-René Lisnard | 6            | 6            |  |
|  |             |             |             |             |             |  |  |               |                   |                   | James Davidson | James Davidson | 4 | 2 |              |                   |                   |              |              |  |
|  |             |             |             |             |             |  |  |               | James Davidson    | James Davidson    | 6              | 7              |   |   |              |                   |                   |              |              |  |
|  |             |             |             |             |             |  |  | 7             | Jonathan Erlich   | Jonathan Erlich   | 3              | 65             |   |   |              |                   |                   |              |              |  |
|  |             |             |             |             |             |  |  |               |                   |                   |                |                |   |   |              |                   |                   |              |              |  |

### Sezione 2
|  | Primo turno | Primo turno | Primo turno | Primo turno | Primo turno |  |  | Secondo turno | Secondo turno       | Secondo turno   | Secondo turno | Secondo turno |   |   | Ultimo turno | Ultimo turno        | Ultimo turno        | Ultimo turno | Ultimo turno |  |
|  |             |             |             |             |             |  |  |               |                     |                 |               |               |   |   |              |                     |                     |              |              |  |
|  |             |             |             |             |             |  |  |               |                     |                 |               |               |   |   |              |                     |                     |              |              |  |
|  |             |             |             |             |             |  |  | 2             | Marc-Kevin Goellner | 4               | 6             | 6             |   |   |              |                     |                     |              |              |  |
|  |             |             |             |             |             |  |  |               | Jason Weir-Smith    | 6               | 2             | 3             |   |   |              |                     |                     |              |              |  |
|  |             |             |             |             |             |  |  |               |                     |                 |               |               |   |   | 2            | Marc-Kevin Goellner | Marc-Kevin Goellner | 6            | 6            |  |
|  |             |             |             |             |             |  |  |               |                     | 8               | Eyal Ran      | Eyal Ran      | 3 | 4 |              |                     |                     |              |              |  |
|  |             |             |             |             |             |  |  |               | Nick Greenhouse     | Nick Greenhouse | 2             | 2             |   |   |              |                     |                     |              |              |  |
|  |             |             |             |             |             |  |  | 8             | Eyal Ran            | Eyal Ran        | 6             | 6             |   |   |              |                     |                     |              |              |  |
|  |             |             |             |             |             |  |  |               |                     |                 |               |               |   |   |              |                     |                     |              |              |  |

### Sezione 3
|  | Primo turno | Primo turno | Primo turno | Primo turno | Primo turno |  |  | Secondo turno | Secondo turno      | Secondo turno      | Secondo turno   | Secondo turno   |   |   | Ultimo turno | Ultimo turno  | Ultimo turno  | Ultimo turno | Ultimo turno |  |
|  |             |             |             |             |             |  |  |               |                    |                    |                 |                 |   |   |              |               |               |              |              |  |
|  |             |             |             |             |             |  |  |               |                    |                    |                 |                 |   |   |              |               |               |              |              |  |
|  |             |             |             |             |             |  |  | 3             | James Sekulov      | James Sekulov      | 6               | 7               |   |   |              |               |               |              |              |  |
|  |             |             |             |             |             |  |  |               | Aleksandar Kitinov | Aleksandar Kitinov | 0               | 5               |   |   |              |               |               |              |              |  |
|  |             |             |             |             |             |  |  |               |                    |                    |                 |                 |   |   | 3            | James Sekulov | James Sekulov | 4            | 1            |  |
|  |             |             |             |             |             |  |  |               |                    |                    | Oliver Freelove | Oliver Freelove | 6 | 6 |              |               |               |              |              |  |
|  |             |             |             |             |             |  |  |               | Oliver Freelove    | Oliver Freelove    | 6               | 7               |   |   |              |               |               |              |              |  |
|  |             |             |             |             |             |  |  | 6             | Bernard Parun      | Bernard Parun      | 4               | 63              |   |   |              |               |               |              |              |  |
|  |             |             |             |             |             |  |  |               |                    |                    |                 |                 |   |   |              |               |               |              |              |  |

### Sezione 4
|  | Primo turno  | Primo turno  | Primo turno  | Primo turno | Primo turno |  |  | Secondo turno | Secondo turno  | Secondo turno | Secondo turno  | Secondo turno  |      |   | Ultimo turno | Ultimo turno | Ultimo turno | Ultimo turno | Ultimo turno |  |
|  |              |              |              |             |             |  |  |               |                |               |                |                |      |   |              |              |              |              |              |  |
|  |              |              |              |             |             |  |  |               |                |               |                |                |      |   |              |              |              |              |              |  |
|  |              |              |              |             |             |  |  | 4             | Renzo Furlan   | Renzo Furlan  | 6              | 6              |      |   |              |              |              |              |              |  |
|  | Robert Green | Robert Green | Robert Green | 6           | 6           |  |  |               | Robert Green   | Robert Green  | 2              | 2              |      |   |              |              |              |              |              |  |
|  | James Nelson | James Nelson | James Nelson | 3           | 3           |  |  |               |                |               |                |                |      |   | 4            | Renzo Furlan | Renzo Furlan | 7            | 6            |  |
|  | Jim Thomas   | Jim Thomas   | Jim Thomas   | 6           | 6           |  |  |               |                | 5             | Olivier Malcor | Olivier Malcor | 6(1) | 3 |              |              |              |              |              |  |
|  | James Sohl   | James Sohl   | James Sohl   | 3           | 2           |  |  |               | Jim Thomas     | 7             | 64             | 65             |      |   |              |              |              |              |              |  |
|  |              |              |              |             |             |  |  | 5             | Olivier Malcor | 5             | 7              | 7              |      |   |              |              |              |              |              |  |
|  |              |              |              |             |             |  |  |               |                |               |                |                |      |   |              |              |              |              |              |  |